# Caimegohou (Ort)
Caimegohou ist ein osttimoresischer Ort in der Gemeinde Liquiçá. Er liegt westlich des Zusammenflusses von Hatunapa und Nunupupolo zum Carbutaeloa. Eine Furt führt eine Straße hier über den Nunupupolo zum Ort Darmudapu zwischen den beiden Quellflüssen im Süden. Nach Norden geht die Straße zur Gemeindehauptstadt Liquiçá.
In Caimegohou befindet sich das Zentrum der Aldeia Caimegohou (Suco Maumeta, Verwaltungsamt Bazartete).